# Jochen Schmauch
Joachim „Jochen“ Schmauch (* 4. Februar 1924 in Wormditt im Ermland; † 2. Dezember 1984) war ein deutscher Pädagoge, Entwicklungshelfer und Sachbuchautor.

## Leben
Der Vater Hans Schmauch kam im Oktober 1918 als Studienrat nach Wormditt, wo 1924 der Sohn Joachim geboren wurde. Nach dem Notabitur wurde Joachim an die Westfront abkommandiert und kam in die amerikanische Gefangenschaft. Nach Kriegsende arbeitete er im besetzten Deutschland zunächst in einem Sägewerk als Hilfsarbeiter. Er studierte katholische Theologie in Münster, empfing am 22. Juli 1951 die Priesterweihe und war ab 1952 Seelsorger im Bischof-Maximilian-Kaller-Heim in Helle im Sauerland. Er hatte wesentlichen Anteil an der Abfassung der Wewelsburger „Erklärung des Jungen Ermland“ von 1952. Im Oktober 1958 wurde er mit der Dissertation Die eschatologischen Gedankengänge Cassiodors an der Ludwig-Maximilians-Universität München zum Doctor theologiae (Dr. theol.) promoviert. Es folgten Studien im Fach Pädagogik, Soziologie und Wirtschaftswissenschaften. Er engagierte sich für die ermländische Diaspora, beim „Jungen Ermland“ sowie bei der katholischen Landjugendbewegung (KLJB).
Im Jahr 1961 übernahm er als Pädagoge die Leitung der Deutschen Landjugendakademie Klausenhof der KLJB, die Wilhelm Wissing bereits im Jahr 1959 in westfälischen Dingden gegründet hatte. 1969 nahm er an der Diözesansynode in Wien teil.
Nach dem Dispens aus dem Priesterberuf arbeitete er von Anfang der 1970er Jahre bis zum Juni 1974 bei der Arbeitsgemeinschaft für Entwicklungshilfe (AGEH) und danach als Referent für Altenarbeit beim Caritasverband für die Diözese Mainz.

## Schriften (Auswahl)
- Ost- und westpreußischer Märchen- und Sagenborn. Verlag Volk und Heimat, Münster 1953.
- Die eschatologischen Gedankengänge Cassiodors. Zugleich Dissertation Universität Münster, 1958 DNB 480798389
- mit Franz Pöggeler: Freiheit der Bildung, Freiheit der Erwachsenen (= Beiträge zur Erwachsenenbildung. Band 6). Fromm, Osnabrück 1959.
- Herrschen oder helfen? Kritische Überlegungen zur Entwicklungshilfe. Rombach, Freiburg im Breisgau 1967.
- Er aber lacht, der in den Himmeln wohnt. Knecht, Frankfurt am Main 1970.
- David oder eine Flöte macht Geschichte. Matthias-Grünewald-Verlag, Mainz 1973, ISBN 978-3-7867-0433-1.
- Ich will mit euch zusammen alt werden. Matthias-Grünewald-Verlag, Mainz 1983, ISBN 978-3-7867-1039-4.
- Wir sind alle unterwegs (= Zeitschrift für die Geschichte und Altertumskunde Ermlands. Beiheft 19). Aschendorff, Münster 2009, ISBN 978-3-402-15707-7.

Als Mitwirkender
- Ostdeutscher Märchen- und Sagenborn. Märchen und Sagen aus Sudetenland, Schlesien, Ost- und Westpreußen. Für große und kleine Kinder. Verlag Volk und Heimat, Münster 1953.

Als Herausgeber
- Kirche im Übergang. Versuch einer Situationsanalyse für die Kirche von Wien. Wiener Dom-Verlag, Wien 1969.
- Handbuch kirchlicher Altenarbeit. Matthias-Grünewald-Verlag, Mainz 1978, ISBN 978-3-7867-0690-8.